# Застава Сент Винсента и Гренадина
Застава Светог Винсента и Гренадина је усвојена 21. октобра 1985.
Састоји је од три вертикалне пруге, плаве, жуте и и зелене боје. У центру на жутој прузи, се налазе три дијаманта који чине V облик, што значи Винцент. Ови дијаманти представљају надимак острва „драгуљ Антила”. Плава боја на застави представља тропско небо и кристално море, жута златни песак Гренадина, а зелена богату вегетацију острва.